# Альборето, Микеле
Мике́ле Альборе́то (итал. Michele Alboreto, 23 декабря 1956, Милан — 25 апреля 2001, Лаузитцринг) — итальянский автогонщик, пилот Формулы-1, один из самых титулованных итальянских автогонщиков в истории. Вице-чемпион Формулы-1 в сезоне 1985 года, победитель «24 часов Ле-Мана», чемпион Европейской Формулы-3. Погиб во время тестов спортпрототипа «Ауди-R8» на Лаузитцринге в 2001 году.

## Биография

### Ранние годы
Гоночную карьеру начал в 1976 с выступлений на автомобиле собственной конструкции в Формуле-Монца. Добиться особого успеха этот автомобиль не позволял, и двумя годами позже Альборето перешёл в итальянскую Формулу-3, где смог выйти на первые роли и начать побеждать. В 1979 году он стал вторым с тремя победами, а ещё через год ему досталось третье место в итальянском и титул в общеевропейском чемпионате. Эти успехи позволили ему перейти в Формулу-2 в «Минарди», где он завоевал единственную победу этой команды и стал в чемпионате восьмым. Что важнее, все успехи в младших формулах привлекли к нему внимание Кена Тиррелла, который и предоставил ему место в своей команде Формулы-1 — всего через пять лет после начала занятий гонками.

### Гонки спорткаров
Помимо выступлений в формулах, Альборето также был приглашён фирмой «Лянча» выступать в свободное от других гонок время на этапах Мирового чемпионата автопроизводителей. В сезоне 1980 он четырежды подменял то Вальтера Рёрля, то Эдди Чивера и смог трижды финишировать вторым и один раз — четвёртым. На следующий год он продолжил выступать в таком режиме несмотря на то, что он был занят теперь не только в Формуле-2, но и в Формуле-1. В этом же году он впервые участвовал в «24 часах Ле-Мана», причём стал лучшим из пилотов «Лянча» — восьмое место в общем зачёте, второе в классе. Позже удалось и победить — в «6 часах Уоткинс-Глен» в паре с Риккардо Патрезе. В зачёте чемпионата он также стал лучшим из «Лянча».
После перехода «Лянча» в другой класс выступлений в 1982 году и концентрации усилий только на гонках на выносливость, успехи Микеле вышли на новый уровень. В чемпионате было всего несколько гонок и почти все они проходили в Европе, так что он участвовал во всех этапах. Несмотря на некоторые проблемы с надёжностью, Альборето в паре с Патрезе победил в «6 часах Сильверстоуна» и «1000 километрах Нюрбургринга», где к экипажу присоединился Тео Фаби. Однако, в Ле-Мане прошлогоднего успеха повторить не удалось — сход из-за поломки двигателя. В Спа также не удалось финишировать из-за технических неполадок на последних кругах. Тем не менее, в Муджелло Альборето смог победить в третий раз в сезоне, на этот раз в компании с Пьеркарло Гиндзани. Попав в аварии на последних двух гонках, Микеле стал в чемпионате пятым.
Альборето остался одним из основных гонщиков команды и в 1983, когда «Лянча» снова сменила категорию. Он финишировал девятым на первом для нового автомобиля Lancia LC2 соревновании — в «1000 километрах Монцы». Надёжностью автомобиль не отличался, и вновь финишировать удалось только на пятом этапе, где он стал 11-м. Оставшиеся этапы команда решила пропустить, а впоследствии Альборето не захотел возобновлять выступления в гонках на выносливость, предпочтя Формулу-1.

### Формула-1

#### Тиррелл (1981—1983)
В команде Тиррелла Альборето заменил не блиставшего успехами аргентинца Рикардо Сунино. Дебют состоялся в Имоле на Гран-при Сан-Марино и оказался неудачным — в середине гонки Микеле столкнулся с земляком Беппе Габьяни, выступавшим за «Озеллу», и сошёл. Под стать началу оказался и весь сезон — в очках финишировать он ни разу не смог, а дважды даже не прошёл квалификацию. Лучшим результатом стало девятое место в Нидерландах. Следующий сезон оказался удачнее — уже на втором этапе удалось финишировать в очках, на четвёртом — завоевать место на подиуме, а в последней гонке сезона в Лас-Вегасе Альборето победил. Всего за сезон набралось 25 очков, что позволило занять 8-е место в чемпионате.
На следующий год также удалось подняться на верхнюю ступень подиума — в Детройте, после неожиданного схода Нельсона Пике из-за прокола, Микеле завоевал последнюю победу для автомобилей с атмосферным двигателем вплоть до конца турбо-эры. Кроме этой победы, финишировать в очках удалось лишь раз, и по окончании сезона итальянец оказался на 12-м месте с десятью очками. В этот момент очень вовремя поступило предложение от Феррари, впечатлённого успехами юного гонщика, заменить Патрика Тамбе за рулём второго болида команды. Альборето стал первым итальянцем за рулём алого автомобиля почти за десятилетие — до этого последним из итальянских пилотов «Феррари» был Мерцарио, выступавший в 1973.

#### Феррари (1984—1988)
К моменту прихода Альборето «Феррари» была на подъёме — в прошедшем сезоне её гонщики четырежды побеждали, заняв третье и четвёртое места в чемпионате пилотов, а сама команда завоевала два последних кубка конструкторов. В первых гонках Микеле удалось поддержать подобный уровень и уже на третьем этапе в Бельгии он победил, завоевав поул. При этом он оказался первым за 18 лет итальянцем, победившим за рулём алых машин — последним был Лудовико Скарфиотти, выигравший Гран-при Италии 1966. Ещё трижды удалось финишировать на подиуме — два вторых места (в Италии и на Нюрбургринге) и одно третье (в Австрии), но большего добиться не позволили частые поломки. Всего в сезоне Альборето заработал 30,5 очков, чего хватило на четвёртое место в чемпионате. Нецелое количество очков образовалось из-за того, что Микеле получил половинку очка за финиш на 6-м месте в Гран-при Монако, досрочно прерванном из-за дождя. Так как в гонке было пройден всего 31 круг, гонщики получили лишь половину из причитающихся очков.
Следующий сезон позволил пилоту улучшить и без того хорошие результаты. Он с первых гонок ввязался в борьбу за титул, дважды побеждал (в Канаде и Германии), ещё шесть раз финишировал на подиуме и долгое время лидировал в чемпионате. В конце сезона его постигла настоящая эпидемия сходов — целых пять раз подряд из-за механических поломок он не смог добраться до финиша. Несмотря на сходы, 53-х заработанных очков всё же хватило для второго места в чемпионате. По мнению журналиста Найджела Робака, Микеле в том сезоне был единственным реальным соперником Алена Проста.
Сезон 1986 года оказался хуже предыдущего. Новая машина «Феррари», F1/86 оказалась медленнее своего предшественника, к тому же ещё ухудшилась и так невысокая надёжность. Побед добиться не удалось, более того, финиш на подиуме случился всего один, в Австрии — и то только потому что пилоты «Уильямса» сошли в полном составе. В чемпионате Альборето занял девятое место с 14-ю очками.
Присоединение Герхарда Бергера к «Феррари» в начале 1987 сезона положило конец лидерству Альборето в команде — австриец дважды победил и почти вдвое опередил итальянца по результатам сезона. Всё, чего смог добиться Микеле — это несколько подиумов. 1988 год стал для него последним в «Феррари» — на трассах доминировали «Макларены», а партнёра опередить не удавалось. Единственный раз, в Италии, оба «Макларена» сошли но выиграл всё равно Бергер, а Альборето финишировал только вторым. В результате команда не стала продлять с итальянцем контракт, и он остался без места. Получив такое известие в середине сезона, Микеле стал искать варианты и казалось бы договорился с Френком Уильямсом, но вместо него взяли бельгийца Тьерри Бутсена.
За рулем «Феррари» Альборето провёл 80 Гран-при, что в тот момент стало рекордом. Превзойти его удалось Бергеру лишь в 1995 году.

#### Дальнейшая карьера
Оставшись без места, первое время Альборето даже собирался заканчивать карьеру, но вскоре получил предложение от Тиррелла. Спонсорскую поддержку гонщику оказала табачная фирма Marlboro. Отношения с боссом команды Кеном Тирреллом, однако, скоро испортились. Команда явно отдавала предпочтение его партнёру, Джонатану Палмеру — так, на Гран-при Монако Микеле пришлось выступать на старом болиде Tyrrell 017, тогда как новый болид 018 достался Палмеру. Последовавший со стороны итальянца бойкот четверговой тренировки, который тот совершил в знак протеста против такого фаворитизма, тоже не прибавил ему популярности в команде. Делу не помог ни финиш в очках в гонке, ни даже подиум в Мексике. К Гран-при Франции Кен Тиррелл договорился о спонсорской поддержке с компанией Camel после чего потребовал от Альборето расторгнуть его контракт с Marlboro. Итальянец отказался и был немедленно заменён на молодого Жана Алези.
Вскоре после расставания с Тирреллом Альборето расстался и с Marlboro — компания отказалась финансировать поиск места на текущий сезон. Несмотря на это, вскоре он был нанят французской командой «Ляррусс», по иронии судьбы спонсируемой Camel. Машина, оснащённая мотором Lamborghini в принципе была не так уж и плоха (Филиппу Алльо удавалось хорошо квалифицироваться и бороться за очки), однако приспособиться к ней итальянец не смог. Дважды в сезоне ему даже не удавалось пройти предквалификацию. Результатом сложного сезона оказалось 11-е место в чемпионате с шестью очками.
В 1990 году Альборето перешёл в команду «Эрроуз», которая как раз была продана новому владельцу. Год командой рассматривался как переходный, работа над машиной не велась, но несмотря на это Микеле множество раз финишировал в десятке лучших, а сошёл всего трижды. Очков, однако, заработать не удалось. Новый сезон принёс переход на двигатели Porsche, а также спонсорский пакет от компании Footwork, которая полностью перекупила команду и переименовала её. Результат преобразований оказался неутешительным — шасси не блистало скоростью а моторы — надёжностью. Множество раз гонщики оказывались не в состоянии даже пройти квалификацию, а пройдя — не могли добраться даже до середины дистанции. В середине сезона команда перешла на использование моторов Cosworth, доработанных компанией Брайана Харта, и подобная смена коней на переправе также не могла хорошо сказаться на результатах. В общей сложности Альборето смог финишировать лишь дважды во втором десятке. Очков, естественно, не было.
Новый, 1992 сезон принёс некоторые улучшения. Японские связи владельца позволили заключить контракт на поставку моторов Mugen-Honda, а машина оказалась несколько надёжнее предшественника. Альборето четырежды финишировал в очках и ещё шесть раз — на седьмом месте. Всего получилось добыть шесть очков, чего хватило для 10-го места в чемпионате.
Неудовлетворённый результатами, Альборето перешёл в частную команду BMS Scuderia Italia. На её счету было несколько финишей в очках и даже два подиума и решение казалось правильным. Перед началом сезона команду покинула компания-поставщик болидов Dallara, неудовлетворённая результатами. Приглашённые на замену специалисты из Lola построили автомобиль ужасного качества — в половине гонок Микеле не мог пройти квалификацию, финишировал исключительно во втором десятке и вообще был самым медленным на трассе. Не дожидаясь конца сезона, команда свернула операции, продав всё имущество команде "Минарди.
В межсезонье Альборето вместе с партнёром по Scuderia Italia участвовал в тестах команды «Бенеттон», которая подбирала напарника Михаэлю Шумахеру, но в результате был нанят Джей-Джей Лехто, а итальянцы остались в «Минарди», Альборето — боевым гонщиком, Бадоер — тестером. Команда была вблизи пика выступлений, но всё равно предоставляла мало возможностей бороться за очки. В довершение всего Микеле поучаствовал в трагических событиях чёрного уик-энда в Имоле — на пит-стопе он потерял плохо закреплённое колесо, которое пролетело через половину пит-лейна, нанеся травмы множеству механиков. В связи с этим и общим невысоким уровнем выступлений, Альборето решил закончить карьеру в Формуле-1.

### После Формулы-1
По окончании карьеры в Формуле-1, в 1995 году Альборето пробовал свои силы в гонках кузовных автомобилей — в DTM, ITCC и WSC, но не добился каких бы то ни было успехов. В частности, в DTM он заработал всего четыре очка. Поэтому в начале 1996 года он вернулся в гонки автомобилей с открытыми колёсами, перебравшись за океан, в США. Там он принял участие в новообразованном чемпионате IRL, первый сезон которого состоял всего из трёх гонок. В дебютной гонке он финишировал 4-м, во второй — восьмым, а на знаменитой гонке в Индианаполисе до финиша он добраться не сумел — сошёл уже на 10-м круге. В августе-сентябре того же года Микеле принял участие ещё в двух гонках на овальных трассах, заработав в первой из них свой единственный в Америке подиум, а во второй финишировав пятым. В сезоне IRL 1996/97 года, частью которого были эти гонки, он занял 32-е место.
Параллельно с участием в IRL Альборето также гонялся на спортпрототипах. Он принял участие в нескольких гонках чемпионата IMSA WSCC, участвовал в «24 часах Ле-Мана». В 1996 году он выступал в знаменитой суточной гонке в компании с Пьерлуиджи Мартини и Дидье Тейсом, до финиша не добрался. На следующий же год он за рулём той же машины выиграл гонку в общем зачёте. На этот раз его партнёрами были Стефан Йоханссон и будущий девятикратный победитель Ле-Мана Том Кристенсен. Это выступление стало для Альборето высшей точкой его карьеры в спорткарах, хотя и в дальнейшем ему удавались некоторые успехи. В Ле-Мане-1999 он сошёл, в 2000 занял там же третье место, а также выиграл «Маленький Ле-Ман» (Petit Le Mans) в 2000 году и «12 часов Себринга» в 2001 году.

### Гибель
Через месяц после победы в Себринге, в апреле 2001 года Альборето проводил тесты спортпрототипа Audi R8 на немецкой трассе Лауцзитринг. Во время одной из попыток на скорости более 300 км/ч заднее колесо его автомобиля лопнуло, и он врезался в стену, получив несовместимые с жизнью травмы. Причины гибели пилота компания Audi оглашать не стала, ограничившись заявлением о том, что ранее данный автомобиль преодолел тысячи километров без каких бы то ни было проблем.
В 2005 году финишировавший на подиуме в Гран-при Италии Джанкарло Физикелла посвятил этот результат Альборето:

Я знаю, что до этого момента Альборето был последним итальянцем на подиуме в Монце. Мне посчастливилось гоняться вместе с ним в гонках кузовных автомобилей, он был действительно прекрасным человеком. Я хотел бы посвятить этот результат его памяти.
Оригинальный текст (англ.)I know Alboreto was the last Italian on the podium at Monza before me. I was lucky enough to race together with him in touring cars, and he was a great person, really special. I want to dedicate the result to his memory

## Результаты выступлений в Формуле-1
| Легенда к таблице |                                                                    |
| --- | ------------------------------------------------------------------ |
| В таблице перечислены результаты всех Гран-при Формулы-1, в которых принимал участие гонщик. Строками таблицы являются сезоны, столбцами — этапы чемпионата мира. В каждой клетке указаны сокращённое название этапа и результат, дополнительно обозначенный цветом. Расшифровка обозначений и цветов представлена в нижеследующей таблице. |                                                                    |
| \| Пример \| Описание \| \| ------------ \| ------------------------------------------------------------------ \| \| 1 \| Победитель \| \| 2 \| Второе место \| \| 3 \| Третье место \| \| 5 \| Финишировал, заработав очки \| \| Сход \| Не финишировал, но при этом заработал очки \| \| 12 \| Финишировал, не получив очков \| \| НКЛ \| Финишировал, но не попал в финальную классификацию \| \| 15 \| Участвовал вне зачёта, либо по отдельной классификации \| \| 18 \| Не финишировал, но попал в финальную классификацию \| \| Сход \| Не финишировал \| \| НКВ \| Не прошёл квалификацию \| \| НПКВ \| Не прошёл предквалификацию \| \| ДСК \| Дисквалифицирован \| \| ИСК \| Исключён из протокола соревнований \| \| ТТ \| Заявлен для участия только в тренировках \| \| НС \| Участвовал в квалификации, но не стартовал в гонке \| \| Т \| Травмирован или болен \| \| ОТК \| Отказ от участия \| \| НТР \| Прибыл на соревнования, но на трассу не выезжал \| \| НПР \| Был заявлен в числе участников, но не прибыл к началу соревнований \| \| О \| Соревнования отменены \| \| \| Не участвовал \| \| Поул-позиция \| \| \| Быстрый круг \| \| |                                                                    |
| Пример | Описание                                                           |
| 1 | Победитель                                                         |
| 2 | Второе место                                                       |
| 3 | Третье место                                                       |
| 5 | Финишировал, заработав очки                                        |
| Сход | Не финишировал, но при этом заработал очки                         |
| 12 | Финишировал, не получив очков                                      |
| НКЛ | Финишировал, но не попал в финальную классификацию                 |
| 15 | Участвовал вне зачёта, либо по отдельной классификации             |
| 18 | Не финишировал, но попал в финальную классификацию                 |
| Сход | Не финишировал                                                     |
| НКВ | Не прошёл квалификацию                                             |
| НПКВ | Не прошёл предквалификацию                                         |
| ДСК | Дисквалифицирован                                                  |
| ИСК | Исключён из протокола соревнований                                 |
| ТТ | Заявлен для участия только в тренировках                           |
| НС | Участвовал в квалификации, но не стартовал в гонке                 |
| Т | Травмирован или болен                                              |
| ОТК | Отказ от участия                                                   |
| НТР | Прибыл на соревнования, но на трассу не выезжал                    |
| НПР | Был заявлен в числе участников, но не прибыл к началу соревнований |
| О | Соревнования отменены                                              |
| | Не участвовал                                                      |
| Поул-позиция |                                                                    |
| Быстрый круг |                                                                    |

| Сезон | Команда                           | Шасси             | Двигатель                     | Ш | 1        | 2        | 3        | 4        | 5        | 6        | 7        | 8        | 9        | 10       | 11       | 12       | 13       | 14       | 15       | 16       | Место | Очки |
| ----- | --------------------------------- | ----------------- | ----------------------------- | - | -------- | -------- | -------- | -------- | -------- | -------- | -------- | -------- | -------- | -------- | -------- | -------- | -------- | -------- | -------- | -------- | ----- | ---- |
| 1981  | Tyrrell Racing Team               | Tyrrell 010       | Ford Cosworth DFV 3,0 V8      | M | СШЗ      | БРА      | АРГ      | САН Сход | БЕЛ 12   | МОН Сход | ИСП НКВ  | ФРА 16   | ВЕЛ Сход |          |          |          |          |          |          |          | —     | 0    |
| 1981  | Tyrrell Racing Team               | Tyrrell 010       | Ford Cosworth DFV 3,0 V8      | A |          |          |          |          |          |          |          |          |          | ГЕР НКВ  | АВТ Сход |          |          |          |          |          | —     | 0    |
| 1981  | Tyrrell Racing Team               | Tyrrell 011       | Ford Cosworth DFV 3,0 V8      | A |          |          |          |          |          |          |          |          |          |          |          | НИД 9    |          | КАН 11   | СИЗ 13   |          | —     | 0    |
| 1981  | Tyrrell Racing Team               | Tyrrell 011       | Ford Cosworth DFV 3,0 V8      | G |          |          |          |          |          |          |          |          |          |          |          |          | ИТА Сход |          |          |          | —     | 0    |
| 1982  | Team Tyrrell                      | Tyrrell 011       | Ford Cosworth DFV 3,0 V8      | G | ЮАР 7    | БРА 4    | СШЗ 4    | САН 3    | БЕЛ Сход | МОН 10   | ДЕТ Сход | КАН Сход | НИД 7    | ВЕЛ Сход | ФРА 6    | ГЕР 4    | АВТ Сход | ШВА 7    | ИТА 5    | СИЗ 1    | 8     | 25   |
| 1983  | Benetton Tyrrell Team             | Tyrrell 011       | Ford Cosworth DFV 3,0 V8      | G | БРА Сход | СШЗ 9    | ФРА 8    |          |          |          |          |          |          |          |          |          |          |          |          |          | 12    | 10   |
| 1983  | Benetton Tyrrell Team             | Tyrrell 011       | Ford Cosworth DFY 3,0 V8      | G |          |          |          | САН Сход | МОН Сход | БЕЛ 14   | ДЕТ 1    | КАН 8    | ВЕЛ 13   | ГЕР Сход |          |          |          |          |          |          | 12    | 10   |
| 1983  | Benetton Tyrrell Team             | Tyrrell 012       | Ford Cosworth DFY 3,0 V8      | G |          |          |          |          |          |          |          |          |          |          | АВТ Сход | НИД 6    | ИТА Сход | ЕВР Сход | ЮАР Сход |          | 12    | 10   |
| 1984  | Scuderia Ferrari SpA SEFAC        | Ferrari 126 C4    | Ferrari 031 1,5 V6T           | G | БРА Сход | ЮАР 11   | БЕЛ 1    | САН Сход | ФРА Сход | МОН 6    | КАН Сход | ДЕТ Сход | ДАЛ Сход | ВЕЛ 5    | ГЕР Сход | АВТ 3    | НИД Сход | ИТА 2    | ЕВР 2    | ПОР 4    | 4     | 30,5 |
| 1985  | Scuderia Ferrari SpA SEFAC        | Ferrari 156/85    | Ferrari 031 1,5 V6T           | G | БРА 2    | ПОР 2    | САН Сход | МОН 2    | КАН 1    | ДЕТ 3    | ФРА Сход | ВЕЛ 2    | ГЕР 1    | АВТ 3    | НИД 4    | ИТА 13   | БЕЛ Сход | ЕВР Сход | ЮАР Сход | АВС Сход | 2     | 53   |
| 1986  | Scuderia Ferrari SpA SEFAC        | Ferrari F1/86     | Ferrari 032 1,5 V6T           | G | БРА Сход | ИСП Сход | САН 10   | МОН Сход | БЕЛ 4    | КАН 8    | ДЕТ 4    | ФРА 8    | ВЕЛ Сход | ГЕР Сход | ВЕН Сход | АВТ 2    | ИТА Сход | ПОР 5    | МЕК Сход | АВС Сход | 9     | 14   |
| 1987  | Scuderia Ferrari SpA SEFAC        | Ferrari F1/87     | Ferrari 033D 1,5 V6T          | G | БРА 8    | САН 3    | БЕЛ Сход | МОН 3    | ДЕТ Сход | ФРА Сход | ВЕЛ Сход | ГЕР Сход | ВЕН Сход | АВТ Сход | ИТА Сход | ПОР Сход | ИСП 15   | МЕК Сход | ЯПО 4    | АВС 2    | 7     | 17   |
| 1988  | Scuderia Ferrari SpA SEFAC        | Ferrari F1/87/88C | Ferrari 033E 1,5 V6T          | G | БРА 5    | САН 18   | МОН 3    | МЕК 4    | КАН Сход | ДЕТ Сход | ФРА 3    | ВЕЛ 17   | ГЕР 4    | ВЕН Сход | БЕЛ Сход | ИТА 2    | ПОР 5    | ИСП Сход | ЯПО 11   | АВС Сход | 5     | 24   |
| 1989  | Tyrrell Racing Organisation       | Tyrrell 017B      | Ford Cosworth DFR L&P 3,5 V8  | G | БРА 10   | САН НКВ  |          |          |          |          |          |          |          |          |          |          |          |          |          |          | 11    | 6    |
| 1989  | Tyrrell Racing Organisation       | Tyrrell 018       | Ford Cosworth DFR L&P 3,5 V8  | G |          | САН НКВ  | МОН 5    | МЕК 3    | США Сход | КАН Сход | ФРА      | ВЕЛ      |          |          |          |          |          |          |          |          | 11    | 6    |
| 1989  | Equipe Larrousse                  | Lola LC89         | Lamborghini 3512 3,5 V12      | G |          |          |          |          |          |          |          |          | ГЕР Сход | ВЕН Сход | БЕЛ Сход | ИТА Сход | ПОР 11   | ИСП НКВ  | ЯПО НКВ  | АВС НКВ  | 11    | 6    |
| 1990  | Footwork Arrows Racing            | Arrows A11B       | Ford Cosworth DFR Hart 3,5 V8 | G | США 10   | БРА Сход | САН НКВ  | МОН НКВ  | КАН Сход | МЕК 17   | ФРА 10   | КАН Сход | ГЕР Сход | ВЕН 12   | БЕЛ 13   | ИТА 12   | ПОР 9    | ИСП 10   | ЯПО Сход | АВС НКВ  | —     | 0    |
| 1991  | Footwork Grand Prix International | Footwork A11C     | Porsche 3,5 V12               | G | США Сход | БРА НКВ  | САН НКВ  |          |          |          |          |          |          |          |          |          |          |          |          |          | —     | 0    |
| 1991  | Footwork Grand Prix International | Footwork FA12     | Porsche 3,5 V12               | G |          |          |          | МОН Сход | КАН Сход | МЕК Сход |          |          |          |          |          |          |          |          |          |          | —     | 0    |
| 1991  | Footwork Grand Prix International | Footwork FA12C    | Ford Cosworth DFR Hart 3,5 V8 | G |          |          |          |          |          |          | ФРА Сход | ВЕЛ Сход | ГЕР НКВ  | ВЕН НКВ  | БЕЛ НКВ  | ИТА НКВ  | ПОР 15   | ИСП Сход | ЯПО НКВ  | АВС 13   | —     | 0    |
| 1992  | Footwork Grand Prix International | Footwork FA13     | Mugen-Honda MF-351H 3,5 V10   | G | ЮАР 10   | МЕК 13   | БРА 6    | ИСП 5    | САН 5    | МОН 7    | КАН 7    | ФРА 7    | ВЕЛ 7    | ГЕР 9    | ВЕН 7    | БЕЛ Сход | ИТА 7    | ПОР 6    | ЯПО 15   | АВС Сход | 10    | 6    |
| 1993  | Scuderia Italia                   | Lola T93/30 BMS   | Ferrari 040 3,5 V12           | G | ЮАР Сход | БРА 11   | ЕВР 11   | САН НКВ  | ИСП НКВ  | МОН Сход | КАН НКВ  | ФРА НКВ  | ВЕЛ НКВ  | ГЕР 16   | ВЕН Сход | БЕЛ 14   | ИТА Сход | ПОР Сход | ЯПО      | АВС      | —     | 0    |
| 1994  | Minardi Scuderia Italia           | Minardi M193B     | Ford Cosworth HB7 3,5 V8      | G | БРА Сход | ТИХ Сход | САН Сход | МОН 6    | ИСП Сход | КАН 11   |          |          |          |          |          |          |          |          |          |          | 24    | 1    |
| 1994  | Minardi Scuderia Italia           | Minardi M194      | Ford Cosworth HB 3,5 V8       | G |          |          |          |          |          |          | ФРА Сход | ВЕЛ Сход | ГЕР Сход | ВЕН 7    | БЕЛ 9    | ИТА Сход | ПОР 13   | ЕВР 14   | ЯПО Сход | АВС Сход | 24    | 1    |